# Phedina borbonica
Phedina borbonica е вид птица от семейство Лястовицови (Hirundinidae). Видът е незастрашен от изчезване.

## Разпространение
Разпространен е в Мадагаскар, Малави, Мавриций, Мозамбик, Реюнион и Танзания.